# Cherokee County (North Carolina)
Cherokee County ist ein County im US-Bundesstaat North Carolina der Vereinigten Staaten. Der Verwaltungssitz (County Seat) ist Murphy, das nach dem Politiker Archibald Murphey benannt wurde.

## Geographie
Das County liegt in der westlichsten Spitze von North Carolina, grenzt sowohl an Tennessee und Georgia und hat eine Fläche von 1209 Quadratkilometern, wovon 30 Quadratkilometer Wasserfläche sind. Es grenzt im Uhrzeigersinn an folgende Countys: Graham County, Macon County und Clay County.
Cherokee County ist in sechs Townships aufgeteilt: Beaverdam, Hothouse, Murphy, Notla, Shoal Creek und Valleytown.

## Geschichte
Das Cherokee County wurde am 4. Januar 1839 aus Teilen des Macon County gebildet. Benannt wurde es nach den Cherokee-Indianern.
Acht Bauwerke und Stätten des Countys sind insgesamt im National Register of Historic Places eingetragen (Stand 23. Februar 2018).

## Demografische Daten
Nach der Volkszählung im Jahr 2000 lebten im Cherokee County 24.298 Menschen in 10.336 Haushalten und 7.369 Familien. Die Bevölkerungsdichte betrug 21 Einwohner pro Quadratkilometer. Ethnisch betrachtet setzte sich die Bevölkerung zusammen aus 94,82 Prozent Weißen, 1,59 Prozent Afroamerikanern, 1,63 Prozent amerikanischen Ureinwohnern, 0,28 Prozent Asiaten, 0,01 Prozent Bewohnern aus dem pazifischen Inselraum und 0,45 Prozent aus anderen ethnischen Gruppen; 1,21 Prozent stammten von zwei oder mehr Ethnien ab. 1,25 Prozent der Bevölkerung waren spanischer oder lateinamerikanischer Abstammung.
Von den 10.336 Haushalten hatten 25,6 Prozent Kinder unter 18 Jahren, die bei ihnen lebten. 58,8 Prozent davon waren verheiratete, zusammenlebende Paare, 9,3 Prozent waren allein erziehende Mütter und 28,7 Prozent waren keine Familien. 25,7 Prozent waren Singlehaushalte und in 12,5 Prozent lebten Menschen mit 65 Jahren oder älter. Die Durchschnittshaushaltsgröße betrug 2,32 und die durchschnittliche Familiengröße war 2,76 Personen.
20,6 Prozent der Bevölkerung waren unter 18 Jahre alt. 6,5 Prozent zwischen 18 und 24 Jahre, 24,4 Prozent zwischen 25 und 44 Jahre, 28,8 Prozent zwischen 45 und 64, und 19,7 Prozent waren 65 Jahre alt oder Älter. Das Durchschnittsalter betrug 44 Jahre. Auf alle weibliche Personen kamen 94,2 männliche Personen. Auf alle Frauen im Alter von 18 Jahren oder darüber kamen 90,7 Männer.
Das jährliche Durchschnittseinkommen eines Haushalts betrug 27.992 $ und das jährliche Durchschnittseinkommen einer Familie betrug 33.768 $. Männer hatten ein durchschnittliches Einkommen von 26.127 $ gegenüber den Frauen mit 18.908 $. Das Prokopfeinkommen betrug 15.814 $. 15,3 Prozent der Bevölkerung und 11,7 Prozent der Familien lebten unterhalb der Armutsgrenze. 19,2 Prozent von ihnen sind Kinder und Jugendliche unter 18 Jahre und 18,0 Prozent sind 65 Jahre oder älter.